# Bodianus neilli
Bodianus neilli är en fiskart som först beskrevs av Day, 1867.  Bodianus neilli ingår i släktet Bodianus och familjen läppfiskar. IUCN kategoriserar arten globalt som livskraftig. Inga underarter finns listade.